# Rosie (albumul lui ROSÉ)
rosie este albumul de studio solo de debut al cântăreței din Noua Zeelandă și Coreea de Sud ROSÉ. Lansat pe 6 decembrie 2024 prin THEBLACKLABEL și Atlantic Records, albumul marchează prima lansare solo a lui ROSÉ, după ce a părăsit YG Entertainment și Interscope Records în 2023. ROSÉ a scris și co-produs rosie cu o serie de colaboratori, printre care Bruno Mars, Carter Lang și Omer Fedi. A fost conceput ca un album pop cu 12 piese care explorează stilurile pop-punk și pop alternative, în timp ce îmbină elemente de R&B anilor 1990, synthpop și balade. Subiectul explorează faima și zdrobirea inimii la începutul lui ROSÉ de 20 de ani.
rosie a primit recenzii în general favorabile de la critici, majoritatea criticilor lăudând albumul pentru profunzimea emoțională percepută, compoziția puternică și sunetul pop versatil. După lansare, a debutat pe locul trei în Billboard 200, vânzând peste 100.000 de unități în prima sa săptămână și a câștigat un record mondial Guinness ca cel mai bine clasat album de o solistă K-pop în top. De asemenea, a intrat în top zece în țări precum Australia, Canada, Germania, Japonia, Noua Zeelandă, Coreea de Sud și Regatul Unit. De atunci, albumul a fost certificat dublă platină de către Asociația de conținut muzical din Coreea (KMCA) pentru vânzarea a 500.000 de copii, precum și aur de către Recorded Music NZ (RMNZ) și Music Canada.
Trei single-uri au susținut albumul. „APT.”, o colaborare între ROSÉ și Bruno Mars, a fost lansată drept single-ul principal al succesului comercial al albumului. A ajuns pe primul loc în Billboard Global 200 și a ajuns în fruntea topurilor din diferite teritorii, inclusiv Coreea de Sud, Australia, Canada, Japonia și Noua Zeelandă, în timp ce a intrat în primele trei în Statele Unite și Regatul Unit. A fost urmat de single-urile "number one girl" și "toxic till the end", ultimul dintre care a ajuns pe locul patru în Coreea de Sud și pe locul șase în Billboard Global Excl.SUA.